# Prime (personaje de Transformers)
Prime es un término propio de la serie Transformers. En la mayoría de medios relacionado con el mundo de Transformers, esto se refiere al líder supremo de los Autobots. Generalmente la persona que lleva el título significa que porta la Matriz. El término proviene del nombre de Primus, el dios de la luz.

## Marvel Comics
El concepto de "Prime" que se basa en la versión del mundo de Marvel Comics no tiene mucha relevancia para hacer referencia al líder Autobot. En la versión del mundo de Marvel Comics, "Prime" es un título de estatus social, más que un estatus militar.
Los personajes con este título incluyen:
- Prima
- Nova Prime
- Sentinel Prime
- Optimus Prime
- Rodimus Prime: solo aparece en la versión británica de Epcot.

## Transformers Generación 1
En la caricatura de G1, el título "Prime" sólo lo portan Optimus Prime y Rodimus Prime. Aunque Alpha Trion y Ultra Magnus también son líderes no portan el término de Prime. La herencia del liderazgo en G1 tiene más que ver con la propia matriz del liderazgo.

## Cómics IDW
En los cómics de 2005 a 2019, el título de "Prime" no es uniforme. El primer grupo de fueron los trece líderes de la antigua era de Cybertron, pero no eran los trece Transformers creados originalmente por Primus. Algunos de ellos representaban grupos especiales de Transformers. La lista del primer grupo de Primes se conoce de la siguiente manera:
- Prima Prime: Líder, cuyo nombre proviene del dios creador Primus, Primus, el primer poseedor del Star Saber. El guantelete del Star Saber es la matriz del líder.
- Vector Prime: Guardián del tiempo y el espacio, y viajero ínterdimensional. Es capaz de viajar a través del tiempo y entre las dimensiones.
- Aplha Trion: Narradora, líder obsesionada con el conocimiento y las historias, cuyo nombre no incluye "Prime". El Titán adjunto es Metroplex, que se transforma en una nave espacial.
- Solus Prime: La forjadora, que usó su artefacto Creation Lathe para forjar muchos de los artefactos de Prime. La primera mujer Cybertroniana.
- Micronus Prime: El primer Mini-Con, y conocido como "The Catalyst". Su artefacto es la Piedra Quimera.
- Alchemist Prime: Está obsesionado con estudiar la estructura química molecular en la naturaleza. Es un químico profesional y señor de la Alquimia. En la novela Transformers Exilies, Alpha Trion revela que él y Alchemist supervisaron el desarrollo de las primeras civilizaciones en Cybertron, pero Alchemist finalmente dejó el planeta para localizar a Liege Maximo por sus crímenes.
- Nexus Prime: El primer Combiner. Con la capacidad de separar de su cuerpo más Transformers, ellos fueron: Breakaway, Heatwave, Landquake, Skyfall, y Topspin. Apareció por primera vez en los cómics de Fun Publications Transformers en el 2009, y más tarde apareció como un personaje importante en Transformers: Exiles, en este último los Combiners eran: Clocker, Pinion, Cannonspring, Chaindrive y Mainspring.
- Onyx Prime: El primero en convertirse en una bestia, con una personalidad amable. En algún momento , fue asesinado y reemplazado por Shockwave, quien viajó al pasado.
- Liege Maximo: Su capacidad para sembrar discordia llevó a la Guerra Civil Suprema. Fue considerado como el mal supremo y un contrapeso natural a la heroica Prima, Liege trató de derrocar a los Trece, pero fracasó y fue expulsado. Su primera aparición fue en Transformers de Marvel: Generación 2 en 1994, en la que él era el Decepticon original.
- Megatronus: El más grande guerrero, posteriormente traidor, también conocido como El Caído. En esta versión, originalmente Shockwave, que viajó a través del tiempo y el espacio gradualmente lo convirtió en un guerrero poderoso y cruel. Descrito como el guardián de la entropía y un guerrero de la oscuridad. Megatronus fue expulsado del grupo después de asesinar a Solus Prime, y luego fue referido como "The Fallen". The Fallen apareció por primera vez en la serie de cómics Transformers Dreamwave: The War Within en el 2002, y más tarde apareció como el villano principal en la película de 2009 Transformers: La Venganza de los Caídos.

Después el título de Prime evolucionó a un título de líder Autobot, elegido por los Autobots:
- Nova Prime / Némesis Prime
- Sentinel Prime
- Zeta Prime
- Optimus Prime: Es el líder de los Autobots, una facción de heroicos robots del planeta Cybertron que libran batallas para destruir a las malvadas fuerzas de los Decepticons por el control de su mundo, y por extensión, la paz en el universo.
- Rodimus Prime: Hot Rod es un miembro de los Autobots, después de la muerte de Optimus Prime obtiene el liderazgo de los Autobots y pasa a ser Rodimus Prime. Se transformó de un deportivo a un tráiler.

## Transformers Animated
En Transformers Animated, el título de Prime es solo una clase de capitán, los confirmados actualmente son:
- Optimus Prime: fue expulsado de la Guardia Elite por Ultra Magnus y sirvió como capitán del equipo de Optimus Prime.
- Sentinel Prime: miembro de la Guardia de Élite.
- Longarm Prime: su verdadera identidad es el espía encubierto Shockwave.
- Rodimus Prime: gravemente herido por los Decepticons con el virus de la oxidación cósmica, pero ha sido reparado al final.

## Películas live-action
- Dinastía de Primes:Se sacrificaron creando una tumba de los 6 Primes para que la Matrix no caiga en manos de The Fallen.
- Megatronus Prime/The Fallen: En Transformers: la venganza de los caídos se transforma en un Jet Cybertroniano. Es el primer Decepticon que dio origen a todos los Decepticons.
- Sentinel Prime: En Transformers: el lado oscuro de la luna se transforma en un camión de Bomberos Rosenbauer Panther rojo/negro. Él fue el antiguo líder de los Autobots antes de Optimus Prime, traicionó a los Autobots y se unió a los Decepticons para restaurar la paz entre los dos bandos con la intención de salvar su planeta natal Cybertron, creando los pilares para abrir puentes espaciales, llegando los Decepticons a la Tierra y unirla con el planeta Cybertron.
- Optimus Prime: En la primera trilogía de películas se transforma en un camión Peterbilt 379 semirremolque azul y rojo con llamas de la trilogía, es el actual líder de los Autobots. En la cuarta película cambia su modo vehículo desde un camión oxidado Marmon 97 semirremolque y a un camión Western Star 4900 Phantom Custom semirremolque azul y rojo con llamas y su modo robot cambia a una apariencia semejante a la de un caballero. En la quinta película, se vuelve malvado al ser manipulado por la creadora Quintessa, al llamarlo Nemesis Prime pero se libera. En Bumblebee, es un semi camión Freightliner escarlata de 1977.